# ペーター・シュヴァルツ
ペーター・シュヴァルツ（Peter Schwarz1925年5月9日 - 1998年2月16日）は、ウィーン生まれの指揮者、チェリスト。

## 人物・来歴
ウィーン国立アカデミーで、作曲、チェロを学び、指揮をハンス・スワロフスキーやクレメンス・クラウスなどに師事する。1952年からバンベルク交響楽団首席チェリストとして活躍、同時に指揮活動も行う。ウィーン国立音楽大学指揮科教授を務めた。
1968年バンベルク交響楽団日本ツアー時に、札幌公演の指揮をとった岩城宏之の紹介により、1969年札幌交響楽団指揮者に就任、1970年から1975年まで同団常任指揮者を務めた。特にブルックナー演奏に力を入れ、1974年にはその交響曲第2番の日本初演を行った。
読売日本交響楽団、東京フィルハーモニー交響楽団、東京都交響楽団、新日本フィルハーモニー交響楽団、東京交響楽団、日本フィルハーモニー交響楽団、大阪フィルハーモニー交響楽団、京都市交響楽団、九州交響楽団などに客演した。
1975年には、札幌交響楽団初の海外公演をアメリカのポートランド、ドイツのミュンヘンなどで行い、成功に導く。1991年には同団創立30周年記念に、1996年には同団創立35周年記念に招かれ来日し、東京公演などを指揮した。